# فتحي سعد
«فتحي سعد» ممثل مصرى بدأ نشاطه الفنى في التسعينيات وعمل بالمسرح والسينما والتليفزيون وادى أدوارا ثانوية غالبا دور الموظف والرجل الماكر. يمكن رؤيته في دور الجار المسطول في مسرحية «ألابندا» 2001 ودور أبو صلاح (احمد عيد) في فيلم«خليك في حالك»2007، كما مثل في بعض الأعلانات التلفزيونية الشهيرة.

## أعمال

### أفلام
| - قلب أسود:2018 - أسد سيناء:2016- شوقى - عسل أبيض:2016 - سيد كتاوت:2015 - سلاح التلاميذ:2015 - حارة مزنوقة:2015 - سعيد كلاكيت:2014 - أبو العريف:2014 | - الحرامية (فيلم وطنى):2012- زينهم - مستر أند مسز عويس:2012- أحد رجال الخط - هالو كايرو:2011 - أثنين في كلابش:2010 - الحكايه فيها منة:2008 - خليك في حالك:2007- أبو صلاح - حوش إللي وقع منك:2007 | - ملك وكتابة:2006 - وش إجرام:2006 - عمارة يعقوبيان:2006 - صباحو كدب:2006 - لعبة الحب:2006- مريض في عيادة الأسنان - ايه النظام:2006 - علي سبايسي:2005- فتحى | - يا أنا يا خالتي:2005 - السيد أبو العربي وصل:2005 - جاي في السريع:2005 - صايع بحر:2004- الجار - عايز حقي:2003- أمين شرطة - ميدو مشاكل:2003- سيد مدير قاعة الافراح - صعيدي رايح جاي:2001 |

- التجربة الدنمركية

### مسلسلات
| - كابتن أنوش:2017 - هربانة منها:2017 - لمعي القط:2017 - شط V.I.P:2014 - عفاريت محرز:2014 - سيت كوم - بدون ذكر أسماء:2013 - جوز ماما (ج3):2013 - الكبير أوي (ج3):2013 - ربع مشكل اكسترا سبايسي:2012 - عيلة في مهمة رسمية:2012- الحاج محمود - فندق رايق:2012 | - النار والطين:2012 - أم الصابرين:2012 - الزناتي مجاهد:2011 - شبرا تي في:2011 - عبد الله كل مرة:2011 - حكايات وبنعيشها (كابتن عفت):2010 - دندوش بيأجر مفروش:2010 - قضية صفية:2010 - شريف ونص (ج2):2010 - ربع مشكل:2010 - حرمت يا بابا (ج2):2010 | - فؤش:2009 - العيادة (ج2):2009 - الاخوه كرامه عوف:2009 - مشاعر في البورصة:2009 - راجل وست ستات (ج4، 8، 9، 10):2009، 2011، 2015، 2016 - الفاضي يعمل إيه:2008 - كوافير أشواق:2008 - تامر وشوقية (ج2):2008 - أحلامك أوامر:2007 - حق مشروع:2007 - آن الأوان:2006 | - سوق الخضار:2006 - حارة العوانس:2006 - على يا ويكا:2006 - حكايات زوج معاصر:2003 - شباب أون لاين (ج1):2002- ح 15 - وحلقت الطيور نحو الشرق:2002 - أحلام كو:1996 - من الذي لا يحب فاطمة:1993 - ادي العيش لخبازه - عم رزق بياع الترمس |

### أخرى
| - سعيد حظووووو:2016 - مسرحية - رسمي فهمي نظمي:2016 - مسرحية - انا الرئيس:2015 - مسرحية - صرخة عذاب:2014 - فيلم قصير | - زيارة سعيدة جدا:2014 - مسرحية - مسرحيتي:2012 - فوازير- تمثيل - كده أوكيه:2003 - مسرحية - الابندا:2001 - مسرحية- الجار المسطول | - عفروتو:1999 - مسرحية- فتحى - حزمني يا:1994 - مسرحية - آه من الزوجات: سهرة تليفزيونية |

## روابط خارجية
- فتحي سعد على موقع الدهليز
- فتحي سعد على موقع قاعدة بيانات الأفلام العربية